# فرودگاه کولدفوت
فرودگاه کولدفوت (به انگلیسی: Coldfoot Airport) یک فرودگاه همگانی بهره‌برداری هوایی با کد یاتا CXF است که یک باند فرود شن دارد و طول باند آن ۱۲۱۹ متر است. این فرودگاه در کشور ایالات متحده آمریکا قرار دارد و در ارتفاع ۳۱۸ متری از سطح دریا واقع شده‌است.